# Interleukine 1
L'interleukine-1 (IL-1) est connue comme la cytokine clé des réponses immunitaires innées et a été décrite comme la « cytokine inflammatoire par excellence ». L'IL-1 est principalement produite par les monocytes et les macrophages , à la suite d'un stimulus externe tel que l'activation du récepteur de type Toll T (Toll-Like Receptor TLR). Les fonctions pléiotropes de l'IL-1 ont jusqu'à présent été principalement liées à l'inflammation, orchestrant une première ligne de défense contre les agents pathogènes . L'IL-1 a des effets systémiques qui déclenchent de la fièvre, une production de cortisol et une stimulation hépatique (avec production de protéine C-réactive et des facteurs du complément ) et des effets locaux sur la stimulation innée et adaptative des cellules immunitaires. Les effets de l'IL-1 sur l'immunité innée ont été largement étudiés et examinés , Ceux sur l'immunité adaptative ont été attribués à une amplification générale des réponses des lymphocytes T  et à une modulation de la plasticité des lymphocytes T vers la différenciation des cellules Th17 ,. À l'exception du rôle connu de l'IL-1 dans l'adjuvanticité , l'implication de l'IL-1 dans la régulation de la réponse humorale est moins bien connue.

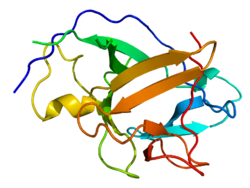
Représentation de l'Interleukine 1α

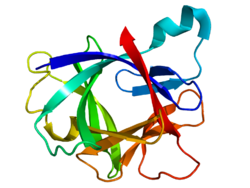
Représentation de l'Interleukine 1β

## Biologie
Bien que la famille IL-1 d'origine ne comprenait que IL-1α et IL-1β, la famille IL-1 s'est élargie et comprend aujourd'hui 11 membres (IL-1α, IL-1β, IL-1RA, IL- 18, IL-33, IL-36α, IL-36β, IL-36γ, IL-36RA, IL-37 et IL-38) qui ont une structure génétique similaire .
- l'IL-1α
- l'IL-1β, sa forme principale, intervenant dans la cascade de réaction comportant différentes molécules décrites sous le nom d'inflammasome[11].

Ces deux formes d'IL-1 se lient en général au même récepteur cellulaire, lequel est composé de deux sous-unités apparentées mais non identiques, qui transmettent des signaux intracellulaires via une voie principalement partagée avec d'autres récepteurs, comme ceux de la famille Toll (récepteurs de l'immunité innée) et le récepteur à l'IL-18. la stimulation du récepteur entraîne la sécrétion ou la synthèse de plusieurs médiateurs inflammatoires.

### Voie de signalisation
Le signal est initié par le recrutement de la protéine adaptatrice MyD88 dans le domaine du récepteur Toll-IL-1 (TIR). Plusieurs kinases sont ensuite phosphorylées, NF-κB se transloque vers le noyau, et l'expression d'un large portefeuille de gènes inflammatoires a lieu  L'antagoniste des récepteurs de l'IL-1 (IL-1RA) et l'IL-36RA, agissent comme des inhibiteurs naturels de la activités biologiques de l'IL-1 (α et β) et de l'IL-36 (α, β et γ), respectivement

## Rôles
Elle augmente l'expression de facteurs d'adhésion sur les cellules endothéliales, afin de faciliter la transmigration des leucocytes (globules blancs) sur le ou les sites de l'infection.
Elle « reprogramme » aussi le centre thermorégulateur de l'hypothalamus, conduisant à une augmentation constante de la température corporelle, c'est-à-dire la fièvre. C'est pourquoi on l'appelle un pyrogène endogène, la fièvre aidant le système immunitaire à lutter contre l'infection et retardant la réplication virale. Cependant, elle joue également, à forte concentration, le rôle de "CRH tissulaire", libérant le cortisol, qui atténue la réponse inflammatoire et la fièvre.

## Actions

### Rôle dans la maladie
Elle favorise la formation de l'athérome et intervient dans la cicatrisation après un infarctus du myocarde en favorisant la fibrose.

### Antagonistes
L'antagoniste au récepteur de l'IL-1, l'IL-1Ra, se lie au même récepteur membranaire que l'IL-1, et empêche celle-ci d'envoyer son signal à la cellule. Il est utilisé dans le traitement de la polyarthrite rhumatoïde, une maladie autoimmune dans laquelle l'IL-1 joue un rôle-clé. On le produit commercialement comme anakinra, qui est une forme recombinante humaine d'IL-1Ra.
L'anakinra est une molécule recombinante analogue à l'antagoniste des récepteurs à l'interleukine 1.
Le canakinumab est un anticorps monoclonal dirigé contre l'interleukine-1bêta. Le gevokizumab agit de même.
Le rilonacept est une molécule se fixant (et donc inhibant) sur l'interleukine 1.